# Ratasa noctualis
Ratasa noctualis är en fjärilsart som beskrevs av Eduard Friedrich Eversmann 1842. Ratasa noctualis ingår i släktet Ratasa och familjen mott. Inga underarter finns listade i Catalogue of Life.